# Campionati europei di bob 1987
I Campionati europei di bob 1987, ventunesima edizione della manifestazione organizzata dalla Federazione Internazionale di Bob e Skeleton, si sono disputati dal 24 gennaio al 1º febbraio 1987 a Breuil-Cervinia, in Italia, sulla pista "Lac Bleu", il tracciato naturale sul quale si svolsero le rassegne continentali del 1969 e del 1973. La località valdostana (frazione del comune di Valtournenche) ha ospitato quindi le competizioni europee per la terza volta nel bob a due uomini e nel bob a quattro.

## Risultati

### Bob a due uomini
La gara si è svolta il 24 e il 25 gennaio 1987 nell'arco di quattro manches.
| Pos. | Atleti                               | Nazione            | Tempo   | Distacco |
| ---- | ------------------------------------ | ------------------ | ------- | -------- |
|      | Wolfgang Hoppe Dietmar Schauerhammer | Germania Est-1     | 4:15.72 |          |
|      | Jānis Ķipurs Vladimir Aleksandrov    | Unione Sovietica-1 | 4:16.17 | +0.45    |
|      | Gustav Weder Bernd Gerber            | Svizzera-3         | 4:16.84 | +1.12    |
| 4    | Ralph Pichler Celeste Poltera        | Svizzera-1         | 4:17.44 | +1.72    |
| 5    | Anton Fischer Christoph Langen       | Germania Ovest-1   | 4:17.57 | +1.85    |
| 6    | Bernhard Lehmann Bogdan Musiol       | Germania Est-2     | 4:18.04 | +2.32    |
| 6    | Hans Hiltebrand André Kiser          | Svizzera-2         | 4:18.04 | +2.32    |
| 8    | Volker Dietrich Bodo Ferl            | Germania Est-3     | 4:19.72 | +4.00    |
| ...  | ...                                  | ...                | ...     | ...      |

### Bob a quattro
La gara si è svolta il 31 gennaio e il 1º febbraio 1987 nell'arco di quattro manches.
| Pos. | Atleti                                                           | Nazione            | Tempo   | Distacco |
| ---- | ---------------------------------------------------------------- | ------------------ | ------- | -------- |
|      | Wolfgang Hoppe Bogdan Musiol Roland Wetzig Dietmar Schauerhammer | Germania Est-1     | 4:09.49 |          |
|      | Ralph Pichler Heinrich Notter Edgar Dietsche Celeste Poltera     | Svizzera-1         | 4:09.58 | +0.09    |
|      | Ekkehard Fasser Kurt Meier Werner Stocker Rolf Strittmatter      | Svizzera-2         | 4:10.21 | +0.72    |
| 4    | Ivo Ferriani Bertoldi Thomas Rottensteiner Stefano Ticci         | Italia-1           | 4:11.00 | +1.51    |
| 5    | Volker Dietrich Bodo Ferl Ingo Voge Dietmar Jerke                | Germania Est-2     | 4:11.15 | +1.66    |
| 6    | Māris Poikāns Rožkalns Aris Abolinš Ivars Bērzups                | Unione Sovietica-1 | 4:11.55 | +2.06    |
| ...  | ...                                                              | ...                | ...     | ...      |
| 8    | Dietmar Falkenberg Torsten Körner Roch Ludwig Jahn               | Germania Est-3     | 4:11.76 | +2.27    |
| ...  | ...                                                              | ...                | ...     | ...      |

## Medagliere
| Pos.   | Paese            | Oro | Argento | Bronzo | Totale |
| ------ | ---------------- | --- | ------- | ------ | ------ |
| 1      | Germania Est     | 2   | 0       | 0      | 2      |
| 2      | Svizzera         | 0   | 1       | 2      | 3      |
| 3      | Unione Sovietica | 0   | 1       | 0      | 1      |
| Totale | Totale           | 2   | 2       | 2      | 6      |